# Пюгяйокі
Пюгяйокі (фін. Pyhäjoki) — місто та муніципалітет у Північній Остроботнії, Фінляндія, що є частиною Північної Пог'янмаа.
Місто розташоване біля Ботнічної затоки у гирлі річки Пюгяйокі. Населення міста на 31 січня 2014 року становить  3350 мешканців, площа — 1365.31 км2, з яких 832.25 км2 вкриває вода. Густота населення — 6.18 осіб на км2. Увесь муніципалітет є фіномовним.
Фенновойма (Fennovoima), фінська компанія, що займається ядерною енергетикою планує побудувати у муніципалітеті атомну електростанцію. Станція працюватиме вже в 2020.